# Кубок Росії з футболу 1998—1999
Кубок Росії з футболу 1998–1999 — 7-й розіграш кубкового футбольного турніру в Росії. Титул вперше здобув Зеніт.

## Календар
| Раунд           | Дата                | Матчі | Клуби     |
| --------------- | ------------------- | ----- | --------- |
| Перший раунд    | 8 травня 1998       | 10    | 134 → 124 |
| Другий раунд    | 26-27 травня 1998   | 64    | 124 → 80  |
| Третій раунд    | 6 липня 1998        | 32    | 80 → 48   |
| Четвертий раунд | 22 липня 1998       | 16    | 48 → 32   |
| 1/16 фіналу     | 11-12 вересня 1998  | 16    | 32 → 16   |
| 1/8 фіналу      | 6-10 листопада 1998 | 8     | 16 → 8    |
| 1/4 фіналу      | 6-7 квітня 1999     | 4     | 8 → 4     |
| 1/2 фіналу      | 21 квітня 1999      | 2     | 4 → 2     |
| Фінал           | 26 травня 1999      | 1     | 2 → 1     |

## 1/16 фіналу
| Команда 1                        | Рахунок         | Команда 2                  |
| -------------------------------- | --------------- | -------------------------- |
| 11 вересня 1998                  |                 |                            |
| Торпедо-ЗІЛ (3)                  | 0:7             | Динамо (Москва)            |
| 12 вересня 1998                  |                 |                            |
| Автодор (Владикавказ) (3)        | 2:1 дч          | Крила Рад                  |
| Амкар (3)                        | 1:0             | Спартак (Москва)           |
| Амур-Енергія (Благовєщенськ) (3) | 0:2             | ЦСКА                       |
| Арсенал (Тула) (2)               | 1:0             | Торпедо (Москва)           |
| Динамо (Санкт-Петербург) (3)     | 0:1 дч          | Аланія (Владикавказ)       |
| Дружба (Майкоп) (2)              | 1:3             | Ротор (Волгоград)          |
| Лада-Град (Димитровград) (2)     | 0:1             | Ростсільмаш                |
| Металург (Липецьк) (2)           | 2:2 дч пен. 4:3 | Локомотив (Москва)         |
| Носта (3)                        | 2:1             | Балтика                    |
| Сатурн (2)                       | 1:0             | Чорноморець (Новоросійськ) |
| Сокіл (Саратов) (2)              | 2:2 дч пен. 1:4 | Зеніт                      |
| Спартак-Орєхово (3)              | 3:0             | Тюмень                     |
| Том (2)                          | 1:0             | Уралан                     |
| Чкаловець (Новосибірськ) (3)     | 0:0 дч пен. 2:4 | Шинник                     |
| Енергія (Урень) (3)              | 1:2 дч          | Жемчужина (Сочі)           |

## 1/8 фіналу
| Команда 1           | Рахунок      | Команда 2                 |
| ------------------- | ------------ | ------------------------- |
| 6 листопада 1998    |              |                           |
| Шинник              | 2:1          | Носта (3)                 |
| 7 листопада 1998    |              |                           |
| Жемчужина (Сочі)    | 1:4          | Зеніт                     |
| 8 листопада 1998    |              |                           |
| Ростсільмаш         | 1:0          | Амкар (3)                 |
| 10 листопада 1998   |              |                           |
| Арсенал (Тула) (2)  | 4:1          | Металург (Липецьк) (2)    |
| Динамо (Москва)     | 1:0          | Аланія (Владикавказ)      |
| Ротор (Волгоград)   | 3:3 пен. 4:2 | Автодор (Владикавказ) (3) |
| Спартак-Орєхово (3) | 0:0 пен. 2:4 | Сатурн (2)                |
| ЦСКА                | 2:1          | Том (2)                   |

## 1/4 фіналу
| Команда 1         | Рахунок | Команда 2          |
| ----------------- | ------- | ------------------ |
| 6 квітня 1999     |         |                    |
| ЦСКА              | 1:0     | Шинник             |
| 7 квітня 1999     |         |                    |
| Зеніт             | 2:0     | Ростсільмаш        |
| Динамо (Москва)   | 1:0 дч  | Сатурн             |
| Ротор (Волгоград) | 4:1     | Арсенал (Тула) (2) |

## 1/2 фіналу
| Команда 1         | Рахунок      | Команда 2       |
| ----------------- | ------------ | --------------- |
| 21 квітня 1999    |              |                 |
| Зеніт             | 1:0          | ЦСКА            |
| Ротор (Волгоград) | 2:2 пен. 6:7 | Динамо (Москва) |

## Фінал
| 26 травня 1999 |

| Зеніт                       | 3:1      | Динамо (Москва) |
| --------------------------- | -------- | --------------- |
| Панов 57', 59' Максимюк 65' | Протокол | Писарєв 26'     |

| Лужники, Москва Глядачів: 22 000 Арбітр: Микола Фролов |